# Балтика — Баку
Пивоваренный завод «Балтика — Баку» — крупнейшее пивоваренное производство на территории Азербайджана,  располагается в городе Хырдалане, в 10 километрах от столицы Азербайджана — города Баку.

## История
Предприятие было введено в эксплуатацию в 1969 году, принадлежало производственному союзу «Баку-Пиво». 
В 1997 году завод перешёл в управление французского концерна Group Castel.
Пивоваренный завод в Хырдалане, принадлежавший производственному объединению «Баку-Пиво», был введен в эксплуатацию в 1969 году. В те годы это был один из шести крупнейших пивоваренных предприятий СССР.
В 1997 году завод перешел в собственность французского концерна Group Castel, а через два года завершилась его масштабная реконструкция. На официальном открытии обновленного предприятия в 2000 году присутствовал президент Азербайджана Гейдар Алиев. В то же время началось производство пива Xırdalan. Впоследствии портфель брендов завода пополнился марками Xırdalan Qara (Черное), Xırdalan 7/7, 33 Export, Bizim Pivə (Наше пиво), Əfsanə (Легенда). 
Производство некоторых из них продолжается до сих пор.Производственная мощность завода — 10 млн декалитров в год . 
Пивоваренная компания «Балтика», часть Carlsberg Group и многолетний лидер российского рынка пива, поставлявшая свою продукцию в Азербайджанскую Республику с 2000 года, позитивно оценила перспективы роста рынка пива в Республике и приняла решение о покупке пивоваренного завода в Хырдалане.
В мае 2008 года компания «Балтика» и Brasseries Internationales Holding (Eastern) Ltd (BIH Eastern) подписали соглашение о покупке пивоваренного завода «Баку-Кастель». После одобрения сделки антимонопольным органами Азербайджана, завод вошел в состав компании «Балтика» и с начала 2009 года был переименован в «Балтика-Баку»«Пивоваренная компания „Балтика“», которая в свою очередь входит в Carlsberg Group. Причиной продажи прежний владелец назвал невыгодный курс евро, снижающий его прибыль. В начале 2009 года предприятие переименовано в «Балтика-Баку».
Первостепенной задачей «Балтики» стало переоснащение предприятия, чтобы к началу нового сезона наладить производство пива «Балтика» и «Арсенальное» в Азербайджане. К маю 2009 года необходимо было подготовить площадку до уровня соответствия всем высоким стандартам качества и технологическим требованиям, обязательным для всех заводов компании «Балтика».

## Современное состояние
Доля брендов компании «Балтика» в Азербайджане, включая местные бренды и лицензионные, составляет по разным данным от 70 до 82 % пивного рынка. Предприятие выпускает такие марки пива как Xırdalan, Əfsanə, Bizim Pivə, 33 Export. Запущены сорта линейки бренда «Балтика»: «Балтика №3», «Балтика №5», «Балтика №7», «Балтика №9», «Балтика Кулер», а также пиво «Арсенальное». Сваренное пиво разливается в ПЭТ-упаковку, банки, стеклянные бутылки и кеги.
20 мая 2009 года состоялось торжественное открытие завода «Балтика-Баку» после реконструкции. Модернизация «Балтика-Баку» стала одним из самых крупных инвестиционных проектов в пищевой промышленности за последнее время в Азербайджанской Республике. Общий объем вложений по окончании инвестиционной программы составил около 20 млн долларов США.
С июня 2009 года завод начал экспорт пива в Грузию.
По итогам 2009 года бренд Xirdalan, произведенный на заводе «Балтика-Баку», признан лучшим брендом в номинации «Пиво» в Азербайджане.
На предприятии были реконструированы варочный порядок, бродильное и фильтрационное отделения, переоснащена линия розлива в стеклянные бутылки и установлена линия для розлива пива в ПЭТ-упаковку. Все оборудование, вновь установленное на предприятии «Балтика-Баку», произведено ведущими мировыми компаниями, такими как Krones AG, Gea Brewery Systems Gmbh, Filtrox AG, Ring Crown, Pall Gmbh и др. Модернизация позволила не только заметно повысить качество местных брендов, но и выпускать широкую линейку знаменитых сортов «Балтики» и Carlsberg Group на мощностях завода «Балтика-Баку».
Являясь социально-ответственным предприятием, «Балтика-Баку» поддерживает социальные программы развития Апшеронского района и оказывает благотворительную помощь различным общественным организациям. Например, в 2014 году при финансовой поддержке Компании в сотрудничестве с Национальным Олимпийским комитетом в Национальном парке была построена общественная спортивная площадка, которой по сей день могут пользоваться даже люди с ограниченными возможностями.
В Компании работают более 260 человек и около 400 опосредовано (дистрибьюторы, агентства, подрядчики). «Балтика-Баку» проводит социально-ориентированную политику в отношении персонала. Компания постоянно уделяет внимание улучшению условий труда на предприятии, начиная с оборудования рабочих мест, оплаты питания сотрудников, предоставления рабочей одежды и заканчивая реконструкцией раздевалки и модернизацией столовой.
Ежегодные отчисления «Балтика-Баку» в бюджет составляют более 20 млн AZN. С момента начала деятельности – это более 70 млн MAZN (данные по итогам 2014 года).
Общая сумма инвестиций компании в развитие завода составляет более 40 млн AZN. В 2014 году крупнейшим событием в части инвестиций предприятия в основные средства стала установка силосов для хранения зерна, и форфасов для хранения готового продукта. Эти инновации позволяют компании улучшить качество своей продукции, установка силосов позволяет усовершенствовать условия хранения зерна и обеспечивает полное соответствие высоким стандартам Carlsberg Group, частью которой является "Балтика-Баку". Благодаря непрерывному совершенствованию, бренды «Балтика-Баку» получили различные награды как внутри страны, так и за её пределами. Последним достижением Компании было почетное первое место в конкурсе среди производителей пищевой продукции в номинации «качество в производстве пищевых продуктов», который прошел в марте в Мадриде.